# Хуттузе
Хуттузе (фин. Huttunen) — упраздненная деревня на территории Токсовского городского поселения Всеволожского района Ленинградской области.

## Географическое положение
Находилась на южной стороне автодороги Токсово — Всеволожск к востоку от озера Бездонное.

## История
Согласно "Топографической карте Санкт-Петербургской губернии" Ф. Ф. Шуберта 1834 года деревня называлась Гамбуте.
Она была частью большой деревни Вторая Хепоярви.

Вторая Хепоярви — деревня принадлежит Ведомству Коменданта Санкт-Петербургской Крепости. Число жителей по ревизии: мужского пола — 230, женского — 212. (Данные за 1838 год)

На "Военно-топографической карте Санкт-Петербургской и Выборгской губерний" 1860 года деревня была помечена как "Хоттусе или Гамбуте" и насчитывала 3 крестьянских двора.

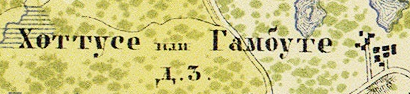
На карте 1860 года

По данным "Списка населенных мест Российской империи" 1862 года деревня называлась Хуттуземякки и входила в состав 2-й Хепоярви, что была при колодцах и населением в 230 человек м.п. и 227 человек ж.п.

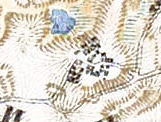
На карте 1885 года

ХУТТУЗЕМЯКИ — посёлок, на земле пятого сельского общества при о. Хуттузеламми 10 дворов, 27 м. п., 29 ж. п., всего 56 чел. (Данные за 1896 год)

В конце XIX — начале XX века деревня административно относилась к Токсовской волости 2-го стана Шлиссельбургского уезда Санкт-Петербургской губернии.
По данным "Памятной книжки Санкт-Петербургской губернии" 1905 года деревня входила в состав 2-го Хипоярвского сельского общества и называлась Хуттузе-мякки.
Согласно "Карте района маневров" 1913 года Хуттузе насчитывала 11 крестьянских дворов.
В 1939 году деревня насчитывала 14 крестьянских дворов.

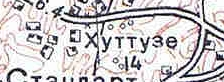
На карте 1939 года

До 1942 года — место компактного проживания ингерманландских финнов. Тогда население Хуттузе было выселено в низовья реки Лены на основании ПВС ЛФ № 00713.
Ныне — урочище Хуттузе.

## Арви Хуттунен
Арви Иванович Хуттунен (1922 — 2020) — уроженец Хуттузе (Хуттузи), советский и российский художник и живописец. Провел в деревне часть своего детства, затем его семья переехала в Карелию. Заслуженный работник культуры Российской Федерации (2000), Заслуженный художник Российской Федерации (2007), член Союза Художников с 1973 года.

## Фото

Урочище Хуттузе. 2025 год
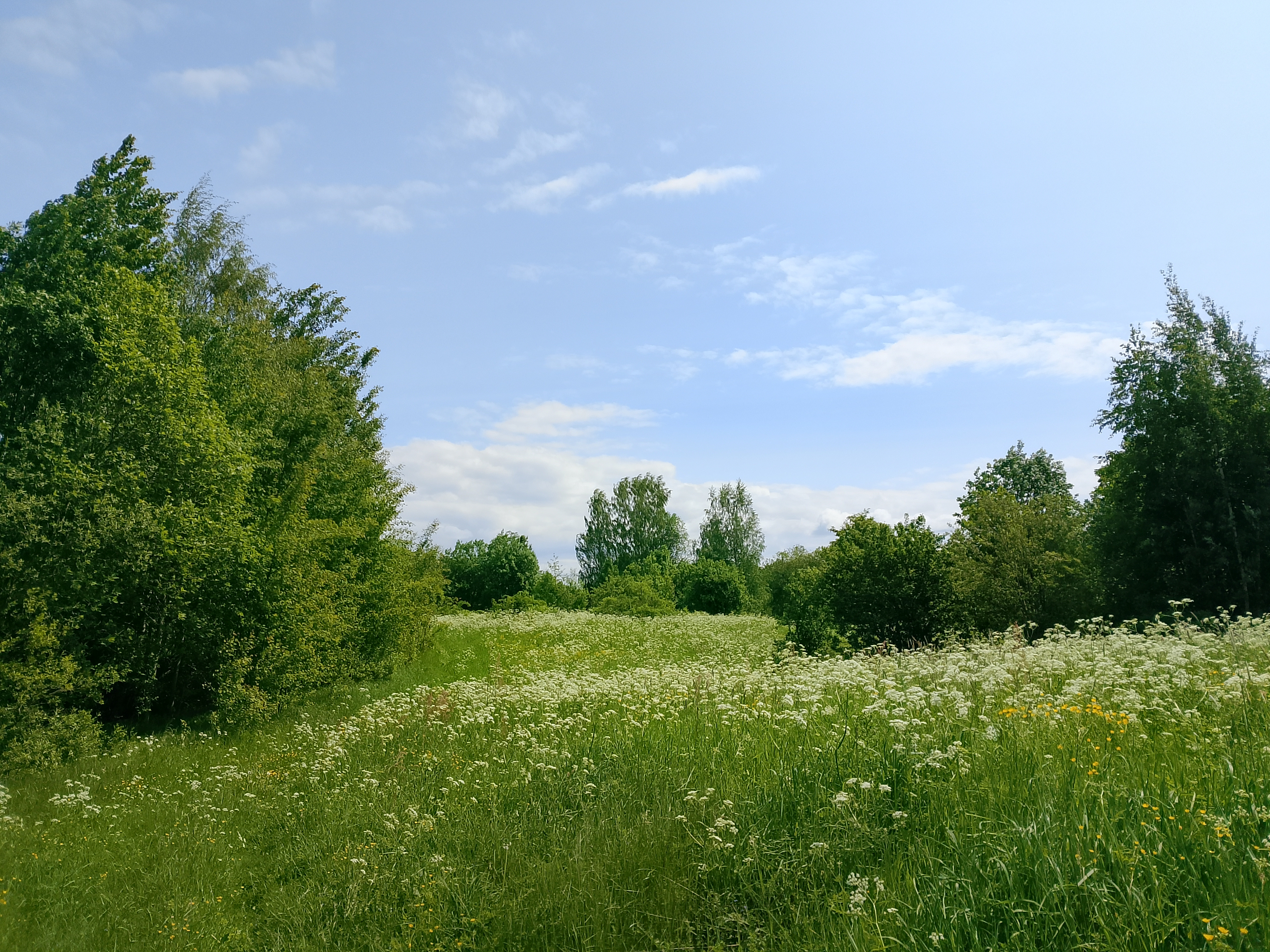
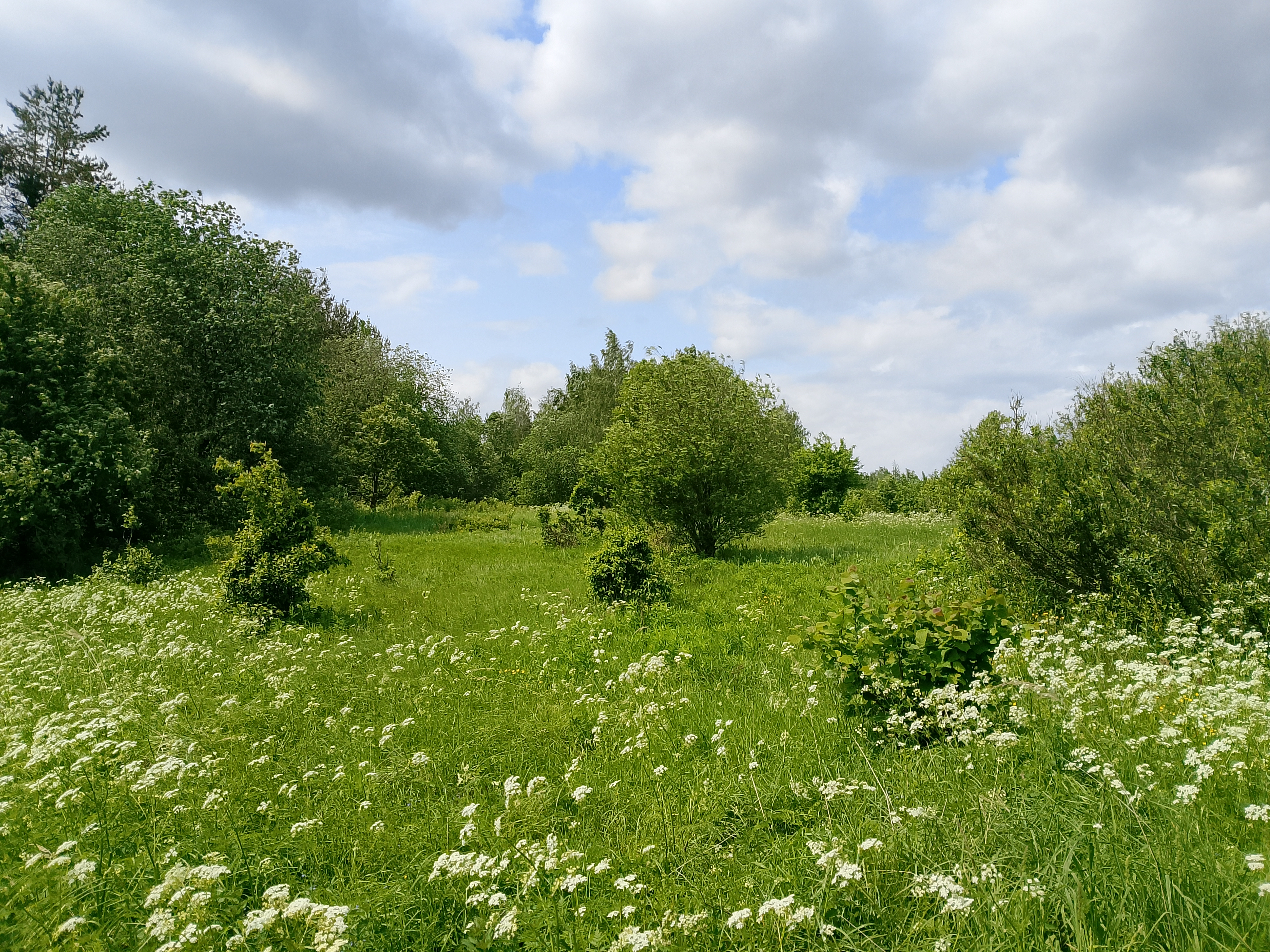